# Хайльбад-Хайлигенштадт
Хайльбад-Хайлигенштадт (нем. Heilbad Heiligenstadt) — город в Германии, районный центр, расположен в земле Тюрингия, бальнеологический курорт Хайлигенштадт.
Входит в состав района Айхсфельд. Население составляет 16 610 человек (на 31 декабря 2010 года). Занимает площадь 61,57 км². Официальный код — 16 0 61 045.
Подразделяется на 4 городских района.

## История
К западу от города находится древняя крепость Рустеберг (Рустенберг).